# Архитектура инков
Архитекту́ра и́нков известна массивностью своих конструкций, прочностью сооружений и мастерством кладки, но значительно уступает архитектурным сооружениям майя или ацтеков в Центральной Америке по роскоши убранства и частоте настенных росписей. Традиция инкского зодчества восходит к культуре Чавина и Тиауанако.

## Особенности инкской архитектуры

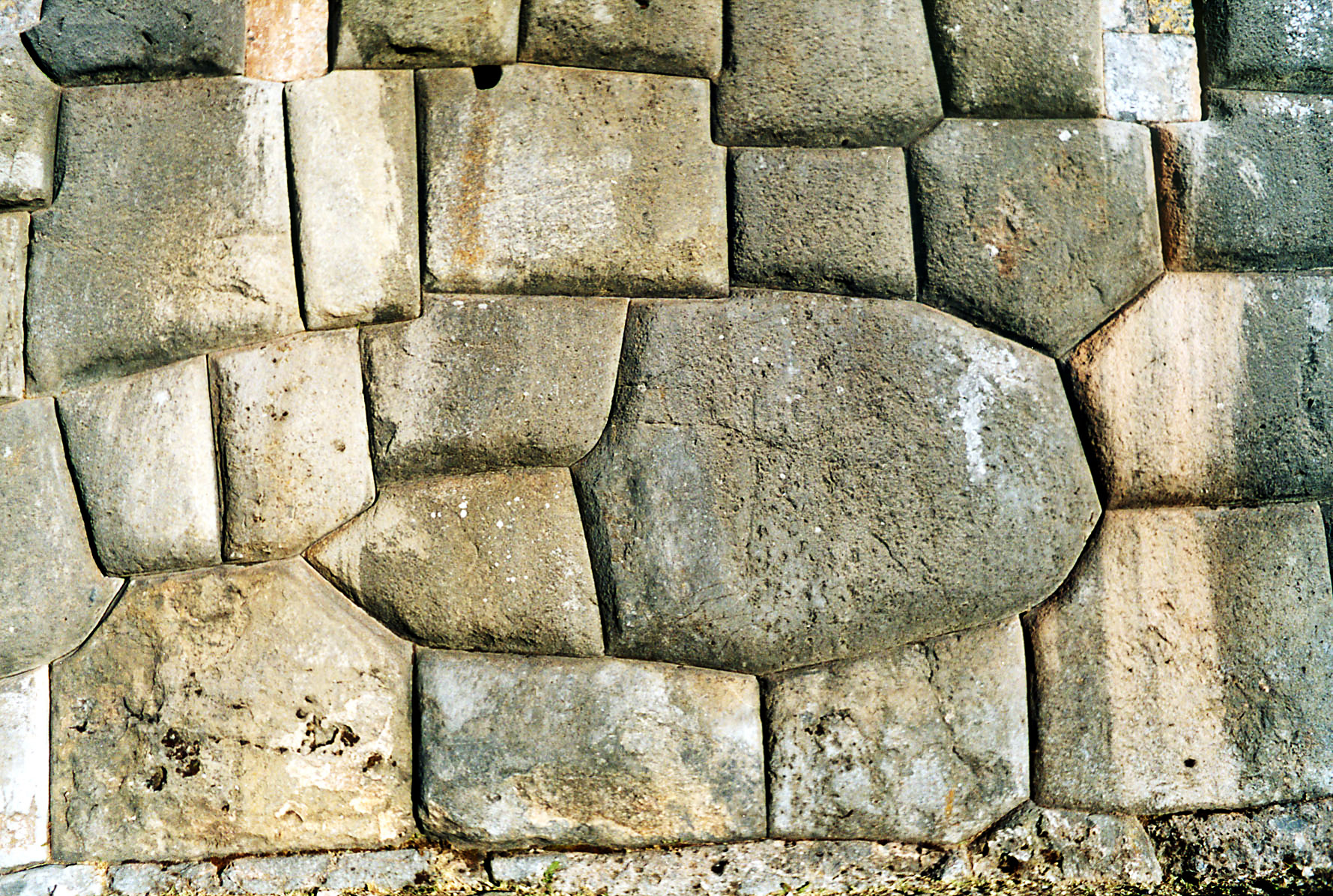
Полигональная кладка в Саксауамане

Для архитектурных творений инков характерна монументальность и скудность декоративного оформления, но, в то же время, детальная точность, с которой инки сооружали свои строения, не вызывает сомнений у исследователей в высоком уровне организации зодчества. Эта точность выражается в необычайно ровной подгонке массивных каменных блоков, между которыми невозможно протиснуть иглу. Такая кладка позволяла инкам сохранить свои сооружения в условиях высокой сейсмической активности на долгие века. Для большей устойчивости в основание фундамента закладывали двенадцатиугольный камень. Такая особенность зодчества инков лишала необходимости в скрепляющих материалах.
Наиболее известные памятники архитектуры инков — это крепости и города Саксауаман, Мачу-Пикчу, Ольянтайтамбо, Кальис, Пумакарка, Куско и другие.

## Городская архитектура инков
Город-крепость Саксайуаман строился на протяжении восьмидесяти лет (начало строительства приурочено ко времени Пачакути, а завершение — Уайна Капака). Его монументальная архитектура представлена стенами сложенными из блоков из известняка весом до двухсот тонн. Транспортировка таких блоков из каменоломен без техники требовала применения колоссальной мускульной силы. Исследователи АЯ объясняют возможность постройки таких сооружений, как и пирамид Гизы, при помощи более развитых цивилизаций или тайных знаний инков. Официальная история признаёт единственно верной точку зрения, что на строительстве было занято пол-империи под руководством опытных зодчих и строителей. В частности, известен случай, когда одна плита из-за ошибки похоронила под собой от четырёхсот до трёх тысяч человек.

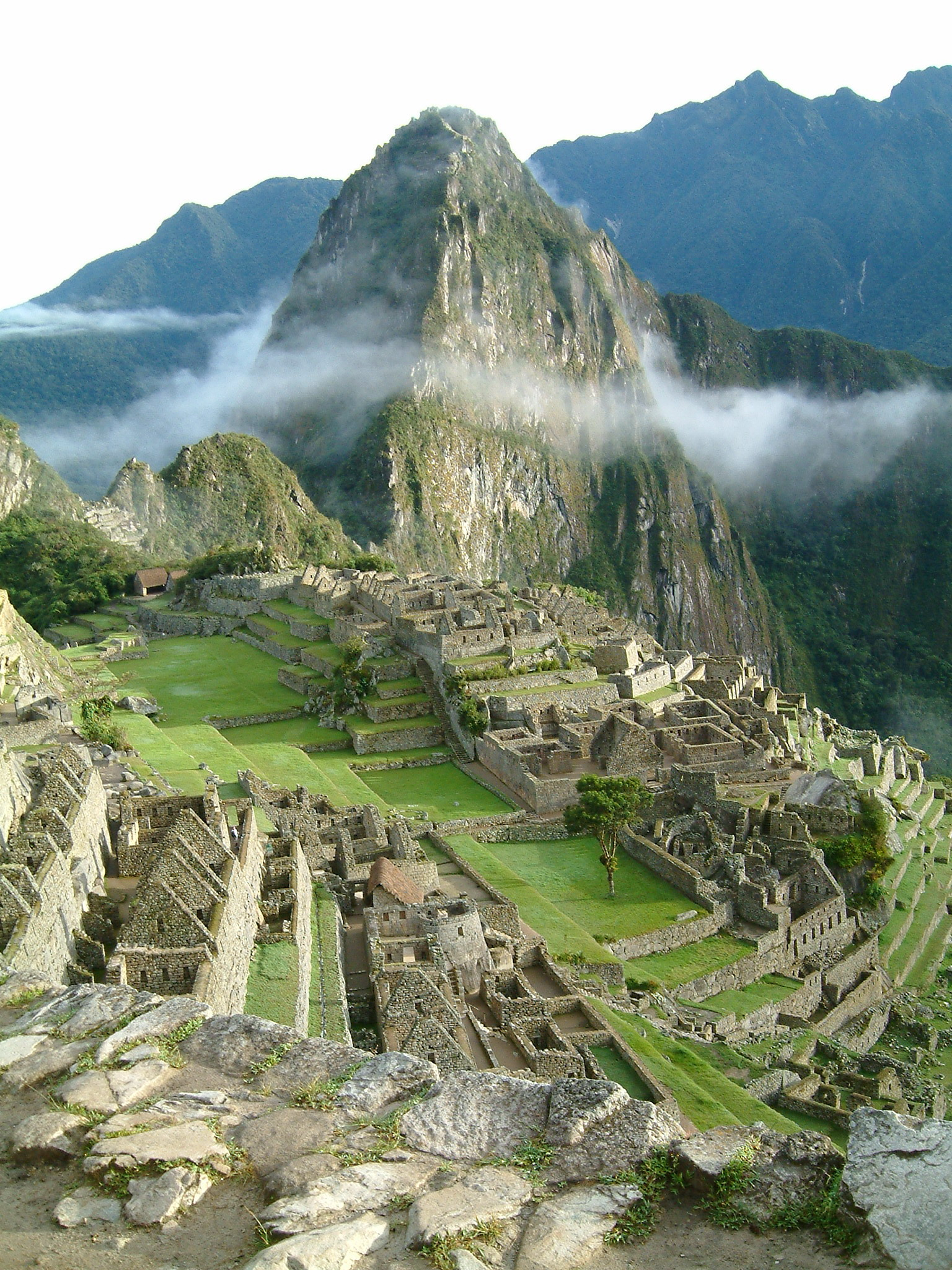
Мачу-Пикчу

Городская архитектура Саксауамана представлена также храмовыми постройками, наиболее известной из которых является храм Окльо. Считается, что в городе были потайные ходы, некоторые из которых выходили в Куско, а некоторые — вели в горы.
Уникальным в архитектурном отношении является горный город Мачу-Пикчу, одна из резиденций Пачакути, которая была покинута инками ещё до прихода испанцев. В 1911 он был обнаружен и обследован профессором Йельского университета Бингхемом. Архитектурное богатство затерянного города представлено дворцовыми постройками аристократии в юго-восточной части города, главным храмом на западе, жилыми застройками и террасами напротив него, многочисленными зданиями, улицами и площадями.
В Куско и Кито дома для аристократии были выполнены из тёсаного камня. Горожане жили в зданиях-канча, состоящих из нескольких одноэтажных домов, отапливаемых печью. Вокруг города располагались многочисленные сельские домики с соломенными крышами. Ко всему прочему, был предусмотрен водопровод (Кольке Мачаквай), доставлявший воду в дома. «Русла» этого водопровода переплетались так, что напоминали змей (отсюда название — Серебряные змеи).